# Hegedal Bakker
Hegedal Bakker er nogle skrænter på nordsiden af  Mariager Fjord øst for  Hobro Lystbådehavn, og vest for Bramslev Bakker. De  er  stærkt kuperede og gennemskåret af flere snævre dale, omgivet af marker.

## Flora og fauna

### Flora
På de afgræssede overdrev findes enebærbevoksninger, hvoraf nogle er høje og står enkeltvis, mens andre er lave og brede. Blandt områdets mange blomster er Maj-Gøgeurt, Skov-Gøgeurt og Kødfarvet Gøgeurt blandt de mere interessante. Disse vilde orkidéer er fredede og må hverken opgraves eller plukkes. De skal nydes på stedet. Engblomme, eng-kabbeleje, Eng-Nellikerod, Gul Iris og Skov-Jordbær vokser også her.

### Fauna
Rådyr, ræv og hare er almindelige. Af padder og krybdyr kan nævnes skrubtudse, spidssnudet frø, skovfirben og stålorm. Af fugle vil man lægge mærke til fasan, gøg og musvåge, og ved vandet ses fiskehejre, gravand, strandskade og sølvmåge. På de åbne arealer ses måske en rødrygget tornskade, og fra krattet høres nattergal og måske en karmindompap. I de gamle træer holder grønspætte og stor flagspætte til.
På de sydvendte overdrevs- og hedearealer kan man desuden møde en del forskellige dagsommerfugle. Både de mere  almindelige arter, som tidselsommerfugl, nældens takvinge, admiral , dagpåfugleøje, aurora og grønåret kålsommerfugl, men også arter som spættet bredpande, stregbredpande, græsrandøje, engrandøje, okkergul randøje, storplettet perlemorsommerfugl og lille ildfugl . Af natsommerfugle kan nævnes femplettet køllesværmer og gammaugle.

## Naturfredning
I 1937 blev et strandareal ved Hegedal Bakker fredet for at give offentligheden adgang til området af rekreative årsager. I 1970 og 71 blev yderligere arealer i bakkerne fredet for at bevare de naturhistoriske værdier. Det samlede fredede areal er på 74 hektar. Det fredede område består af overdrev og hedeområder, samt enge, der er omkranset af gammel løvskov, granplantage og krat. I vandløb er der anlagt fiskedamme. Ved foden af skrænterne findes visse steder kildevæld, der er afskærmet af strandvolde.
Fredningen blev etableret på foranledning af  byrådet i Hobro rejste sagen om fredning i 1930’erne, fordi   ejeren, en gårdmand Nielsen, der ellers havde tilladt, at folk opholdt sig i området, nu var begyndt at kræve entré! Han satte et forbudsskilt op og henviste til, at et adgangskort kunne købes for 5 kr. pr person. Sagen endte med, at ejeren fik et engangsbeløb på 3.000 kr. (som byen og staten deltes om), området blev fredet, og dermed var en offentlig adgang sikret.

## Eksterne kilder og henvisninger
- Om Hegedal Bakker og naturfredningen på fredninger.dk
- Folder om Hegedal- og Bramslev Bakker Arkiveret 26. december 2016 hos  Wayback Machine

56°38′54.5″N 9°49′36.11″Ø / 56.648472°N 9.8266972°Ø